# 岩根央
岩根 央（いわね おう、1968年12月3日 - ）鹿児島県鹿児島市出身は、イノベーション・コンサルタント、ビジネスクリエイター、絵本作家、作曲家、教育者。

## 経歴
鹿児島県鹿児島市出身。鹿児島県立鹿児島南高等学校、鹿児島経済大学経済学部経営学科卒業。
1991年に日立システムズに入社。官公庁向けの企画営業を担当。1997年からこども英会話のミネルヴァに転職し、教室運営および企画業務に従事。
2000年にはソングバードコーポレーションを設立。音楽・映像・教育・ビジネスプロデュースなどのブルーオーシャン事業を展開。全国初の婚礼グラフィックレーザー演出を確立。
2008年
- 婚礼業界にて全国で営業戦略を展開し、大手企業と数社契約を締結。
- 起業家向けのビジネス講話を開始。

2016年
- CSアナライザーシステムを開発しHMRI社に提供。シティホテルへ全国展開。

2019年
- 大人向け寓話絵本『しあわせのかくれんぼ』を制作・出版。

2020年
- 小学校外国語教材絵本『Jessy & Goobie’s Mysterious Adventures』の原作者となり、教育現場での活用が進む。

2021年
- 議会新聞『令和４年新春号』新春合併号の発行制作を担当する。

2022年
- ドキュメンタリー自主映画『出会いは奇跡』を企画・制作し、監督を務める。
- 京都市立朱雀第七小学校のブログ「人権朝会」に自身の作品『しあわせのかくれんぼ』が掲載される

2023年
- 動画コンテンツ『捨て猫しなもん』が神戸新聞「まいどなニュース」及び Yahoo!ニュースに取り上げられる

2024年
- 若手起業家向けに実践的な教訓を提供する支援活動を開始。
- 東京都足立区立伊興中学校で職業講話の講師として登壇し、取材活動も行う。
- 実話記録映画『れんくんありがとう』（多摩市及び多摩市教育委員会「映画製作事業に関する」後援）の制作＆監督を務める

2025年
- “共鳴・意味・行動”の3要素で再定義した、ビジネス思考法「RMA戦略（Resonance・Meaning・Action）」を開始。

## 人物
- 51歳になって絵本作家[11]に転身する。

- 『小学校英語学習用オリジナル教材絵本Jessy & Goobie’s Mysterious Adventure』[12]等での教育現場での英語教材の開発。

- 自主映画『れんくんありがとう』の監督。[13]

- 動物愛護をテーマにした『捨て猫しなもん』を展開。[14]

- 幼少期から音楽と創作に親しみ、即興作曲[15]や脚本作りなど、幅広い分野で活動を行ってきた。

- 東京都足立区立伊興中学校において職業講話イベントに参加。中学2年生180人を対象に「映像プロデューサーとしてのキャリア」について語り、自主映画制作や官公庁との仕事の経験を紹介した。生徒たちに「挑戦の正体」[16]や「人に親切にすることの大切さ」を伝えたことで、彼らに将来への希望を与えるきっかけを提供した。[17]
- OnenessLink[18]の官民連携プロコンサル[19]としても活動している。

## 賞歴
1978年
栄光音楽学園ピアノコンクールにて、ルートヴィヒ・ヴァン・ベートーヴェン『運命』を弾き最優秀賞を受賞
1997年
こども英会話のミネルヴァ セールス部門サマーコンテスト1,000人中、1位受賞

## 作品
- 保護猫の実話物語コンテンツ「捨て猫しなもん」
- 宗像市役所後援ドキュメンタリー映画「出会いは奇跡」（映画）[20]
- 宗像市役所後援ドキュメンタリー映画「出会いは奇跡 episodeⅡ」（映画）
- 多摩市教育委員会（映画製作事業に関する後援）記録映画「れんくんありがとう」
- 岩根央オリジナル楽曲　出会いは奇跡（音楽）

### 絵本作品
- カナリアコミュニケーションズ
  - 『しあわせのかくれんぼ』2019年、ISBN 978-4-7782-0446-4。
  - 『ゼルノシア王国の謎』2021年、ISBN 978-4-7782-0481-5。（北海道教育大学英語教育専攻教授 石塚博規 翻訳）

- 三恵社
  - 『ようこそあかちゃん』2020年、ISBN 978-4-86693-204-0。 (アナウンサーによる社会貢献団体・ママアナーズえほんシリーズ：星乃心美)
  - 『きょうはだれのたんじょうび』2020年、ISBN 978-4866931968。 (アナウンサーによる社会貢献団体・ママアナーズえほんシリーズ：吉澤美奈)
  - 『どうぶつえんへいこう』2020年、ISBN 978-4866932033。 (アナウンサーによる社会貢献団体・ママアナーズえほんシリーズ：金谷有希子)
  - 『みんなだ~いすき』2020年、(はーとっと)ISBN 978-4-86693-183-8。
  - 『おたんじょうかい』2020年、ISBN 978-4-86693-184-5。
  - 『こうへいファミリーコンチェルト』2020年、ISBN 978-4-86693-316-0。
  - 『うーたんのこんにちは』2021年、ISBN 978-4-86693-445-7。
  - 『うーたんのアップルパイ』2022年、ISBN 978-4866936376。
  - 『にじねこエミリーそらをとぶ』2022年、ISBN 978-4866936963。
  - 『やくそく』2024年、ISBN 978-4866939919。
  - 『にじねこエミリー「ぽかぽか村のコンサート」』2024年、ISBN 978-4867746424。

- Amazon Kindle
  - 『君への置き手紙』2019年、（Amazon Kindle）

- オリジナル絵本通販サイト「YOMO」
  - 『みんなはんぶんこ』2021年、ISBN 978-4910593135。
  - 『どろぼうさんありがとう』2022年、ISBN 978-4910745572。
  - 『ぴーがとんだひ』2023年、ISBN 978-4867741627。
  - 『ぼくとのやくそく』2024年、ISBN 978-4867747773。
  - 『しあわせことば』2024年、ISBN 978-4867747551。
  - 『こびとの夢』2025年、ISBN 978-4868280279。

- さくら社
  - 『小学校英語学習用オリジナル教材絵本 Jessy & Goobie’s Mysterious Adventure』2020年、原作（北海道教育大学英語教育専攻教授 石塚博規 他と共同開発）

## 作曲

### 岩根央オリジナル作品
|     | 配信日       | タイトル     | 配信形態    | 規格品番   | アクセス順位 |
| --- | ------------ | ------------ | ----------- | ---------- | ------------ |
| 1st | 2024年8月8日 | 心揺れて     | YouTube配信 | SB-70-1644 | 1位          |
| 2nd | 2024年8月8日 | 出会いは奇跡 | YouTube配信 | SB-70-0354 | 2位          |
| 3rd | 2024年8月8日 | 青空を飛ぶ鳥 | YouTube配信 | SB-70-0005 | 3位          |
| 4th | 2024年8月8日 | 卒業         | YouTube配信 | SB-70-0805 | 4位          |